# The American Journal of Cardiology
The American Journal of Cardiology is een internationaal peer-reviewed wetenschappelijk tijdschrift op het gebied van de cardiologie. Het wordt uitgegeven door Elsevier. Het eerste nummer verscheen in januari 1958.